# 1758 Naantali
1758 Naantali (1942 DK) là một tiểu hành tinh vành đai chính, được Liisi Oterma phát hiện tại Turku ngày 18.2.1942.